# Kambera
Le kambera (ou sumbanais oriental) est une langue austronésienne parlée en Indonésie, dans l'Est de l'île  de Sumba. La langue appartient à la branche malayo-polynésienne des langues austronésiennes.

## Classification
Le kambera est classé traditionnellement dans un sous-groupe bima-sumba, créé par J. S. Esser, un employé de l'administration coloniale néerlandaise, au début du XXe siècle. Le linguiste Robert Blust conteste l'existence de ce sous-groupe, sur la base d'une comparaison lexicale et phonétique des langues.
Les langues bima-sumba sont classées parmi les sous-groupes du malayo-polynésien central.

## Phonologie
Les tableaux présentent la phonologie du kambera.

### Voyelles
|         | Antérieure    | Centrale      | Postérieure   |
| ------- | ------------- | ------------- | ------------- |
| Fermée  | i [i] iː [iː] |               | u [u] uː [uː] |
| Moyenne | e [e]         |               | o [o]         |
| Ouverte |               | a [a] aː [aː] |               |

### Consonnes
|              |              | Bilabiales | Alvéolaires | Latérales | Dorsales | Dorsales | Glottales |
| ------------ | ------------ | ---------- | ----------- | --------- | -------- | -------- | --------- |
| Palatales    | Vélaires     | Bilabiales | Alvéolaires | Latérales |          |          | Glottales |
| Occlusives   | Sourde       | p [p]      | t [t]       |           |          | k [k]    |           |
| Occlusives   | Éjective     | b [ɓ]      | d [ɗ]       |           |          |          |           |
| Occlusives   | Prénasale    | mb [m͡b]    | nd [n͡d]     |           |          | ŋg [ŋ͡g]  |           |
| Fricative    | Fricative    |            |             |           |          |          | h [h]     |
| Affriquée    | Sonore       |            |             |           | j [d͡ʒ]   |          |           |
| Affriquée    | Prénasale    |            |             |           | nj [n͡ʤ]  |          |           |
| Nasale       | Nasale       | m [m]      | n [n]       |           | ny [ɲ]   | ng [ŋ]   |           |
| liquide      | liquide      |            | r [r]       | l [l]     |          |          |           |
| Semi-voyelle | Semi-voyelle | w [w]      |             |           | y [j]    |          |           |

## Sources
- (en) Blust, Robert, Is there a Bima-Sumba Subgroup?, Oceanic Linguistics, 47:1, p. 45-113, 2008.